# Álvaro de la Iglesia Santos
Álvaro de la Iglesia Santos (La Coruña, 1859 - La Habana, 1940) fue un escritor cubano nacido en España que firmó muchas de sus obras bajo los pseudónimos Pedro Madruga, Eligio Aldao y Varela, Artemio, A. L. Baró y Vetusto.
Nacido en Galicia, se trasladó a Cuba en 1874, estableciéndose en Matanzas y después en La Habana. Tras la guerra de la independencia de la isla, se nacionalizó cubano y colaboró en diversos periódicos.
Su novela Adoración (1884) es considerada por la crítica como su obra maestra. En ella combina elementos típicamente modernistas y románticos con la cultura del Caribe. Otras obras son: Pepe Antonio (1903), Una vocación (1908), Tradiciones cubanas (1911), Cuadros viejos (1915) y Cosas de antaño (1916), de tipo costumbrista.
En vida alcanzó una gran notoriedad en Cuba gracias a sus relatos cortos, publicados en periódicos como La Familia Cristiana (1891), La Región (fundado por él en Matanzas en 1892), La Época, La Discusión, El Mundo, El Fígaro (donde colaboró entre los años 1900 y 1913), Chic y El Heraldo de Cuba.
Fue miembro de la Academia de la Historia de Cuba y de la Real Academia Gallega.

## Novelas
- La alondra. (El secreto de Estrovo) (1897)
- De Navidad. Historia de un billete premiado (1900)
- Una boda sangrienta o El fantasma de San Lázaro (1900)
- Amalia Batista o El último danzón (1900)
- Cuentos (1901)
- La bruja de Atarés o Los bandidos de La Habana (1901)
- Pepe Antonio (1903)
- Adoración (1906)
- Una vocación (1908)
- Tradiciones cubas (1911)
- Cuadros Viejos (1915)
- Cosas de antaño (1916)